# Howard Brockway
Howard A. Brockway (* 22. November 1870 in Brooklyn, New York City; † 20. Februar 1951 in New York City) war ein US-amerikanischer Komponist.
Brockway studierte in Berlin Komposition bei Otis Bardwell Boise und Klavier bei dem Hofpianisten Heinrich Barth. Danach wirkte er als Klavierlehrer und Komponist in New York und Baltimore.
Er komponierte eine Sinfonie, eine Suite, sinfonische Balladen, ein Klavierkonzert, kammermusikalische Werke, Chöre und Lieder.
1910 wurde er in die American Academy of Arts and Letters gewählt.
Im Mai 1916 besuchte er mit der Sopranistin Loraine Wyman die Appalachen  im Osten Kentuckys und unternahmen eine 300 Meilen lange Wanderung, um Folksongs aufzuzeichnen. Ihre Ergebnisse brachten sie nach New York, wo sie mit großem Erfolg die von ihnen gesammelte Volksmusik vor einem großstädtischen Publikum aufführten.